# Forains (film)
Pour le film de Hugo Fregonese sorti en 1956, voir Les Forains (film).
Pour plus de détails, voir Fiche technique et Distribution.
Forains (titre original : The Barker) est un film dramatique réalisé par George Fitzmaurice, sorti en 1928.

## Synopsis
Une danseuse charmeuse de serpent, Lou (interprétée par Dorothy Mackaill), se trouve partagée entre un homme, Nifty Miller (Milton Sills), et son fils, Chris Miller (Douglas Fairbanks Jr.), dont il est séparé.
Nifty est aboyeur (en) de carnaval et est amoureux de la danseuse Lou et a l'ambition de faire de son fils Chris un avocat. Chris a d’autres idées et, pendant ses vacances, il rejoint le carnaval et épouse Lou. Finalement, Chris satisfait aux espoirs de son père.

## Fiche technique
- Titre original : The Barker
- Réalisation : George Fitzmaurice
- Production : Al Rockett et Richard A. Rowland
- Société de production : First National Pictures
- Société de distribution : Warner Bros. Pictures
- Composition : Louis Silvers
- Photographie : Lee Garmes
- Montage : Stuart Heisler
- Scénario : Benjamin Glazer et Joseph Jackson [1]
- Genre : Film dramatique
- Durée : 80 minutes
- Pays de production :  États-Unis (anglais)
- Format : noir et blanc - son mono - 1.33:1
- Date de sortie : 
  - États-Unis : 9 décembre 1928

## Distribution
- Milton Sills : Nifty Miller
- Dorothy Mackaill : Lou
- Douglas Fairbanks Jr. : Chris Miller
- Betty Compson : Carrie
- Sylvia Ashton : Ma Benson
- George Cooper : Hap Spissel
- S.S. Simon : le colonel Gowdy
- John Erwin :
- One-Eye Connelly :
- Tom Dugan : Stuttering Spieler